# Robyn
Robyn, artiestennaam van Robin Miriam Carlsson (Stockholm, 12 juni 1979), is een Zweedse zangeres. Ze had internationale hits met nummers als Show me love (1997), With Every Heartbeat (2007) en Dancing on My Own (2010).

## Biografie
De eerste zeven jaar van haar leven bracht Robyn toerend door, want haar vader was toneelregisseur en haar moeder een actrice in hetzelfde toneelgezelschap. Op dertienjarige leeftijd werd ze ontdekt door de Zweedse zangeres Meja (bekend van de hit All 'bout The Money) die op dat moment onderdeel was van de band Legacy of Sound en Robyns middelbare school bezocht voor een muziekproject.
Op haar vijftiende tekende Robyn een platendeal bij RCA Records en bracht in 1995 haar eerste single You've Got That Somethin' uit. Later dat jaar volgde haar Zweedse doorbraak met de single Do You Really Want Me (Show Respect) en verscheen er een eerste album onder de titel Robyn Is Here. Vanaf 1997 nam de carrière van de zangeres grotere vormen aan en werd haar muziek ook buiten Zweden goed ontvangen. Zo had ze twee Amerikaanse Top 10-hits in de Billboard Hot 100 met de singles Do You Know What It Takes en Show Me Love, beide geproduceerd door topproducer Max Martin. De opvolger van Robyns debuutalbum verscheen in 1999 onder de titel My Truth. Ondanks het feit dat het eerste album in Amerika goed ontvangen werd, kwam het niet tot een Amerikaanse release, deels omdat er twee autobiografische nummers op stonden die verwezen naar een abortus die de zangeres in de tienerjaren had ondergaan.
In 2002 volgde er een derde album onder de titel Don't Stop the Music. De titeltrack van dit album en Keep This Fire Burning verschenen als singles en werden een succes in Zweden. Daarbuiten was het succes aanzienlijk minder. In 2004 kwam de relatie tussen Robyn en Jive Records, het label waarbij ze destijds onder contract stond, tot een eind omdat mensen van het label negatief reageerden op de sound die ze voor haar vierde album voor ogen had. Robyn miste artistieke vrijheid en kocht zichzelf vervolgens onder haar contract uit. Hierna was ze vrij om te gaan waar ze wilde, maar koos er bewust voor om niet nog een keer met een groot label in zee te gaan. Ze vond dat namelijk volkomen onlogisch.
Tijdens het zoeken naar nieuwe muziek in een Zweedse platenwinkel ontdekte de zangeres vervolgens de muziek van The Knife, een elektronische-muziekduo dat zijn muziek zelf financierde en uitbracht. Robyn raakte hier door geïnspireerd en richtte vervolgens in 2004 haar eigen platenlabel Konichiwa Records op. Een jaar later bracht ze hier haar vierde album bij uit, simpelweg onder de titel Robyn. Het klom in Zweden meteen naar de eerste plaats in de albumlijst en de eerste single Be Mine!  bereikte daar de derde plaats. In 2007 werd er een vernieuwde editie van het album gelanceerd met daarop twee nieuwe liedjes, waaronder de track With Every Heartbeat. In de UK Singles Chart bereikte de single de eerste plaats. In 2008 stond Robyn enkele malen in het voorprogramma van Madonna's Sticky & Sweet Tour, onder andere op 2 september 2008 in de Amsterdam ArenA. 2010 was het jaar waarin de zangeres het album Body Talk lanceerde in de vorm van een trilogie. De eerste single Dancing on My Own, bevestigde opnieuw haar internationale status. Hoewel het nummer niet de Nederlandse Top 40 haalde, bereikte de cover van singer-songwriter Calum Scott in 2016 de zevende plek.
Na de release van Body talk werd het lange tijd stil rondom de zangeres. Ze zong onder andere mee op de cd Junior van de Noorse band Röyksopp en droeg bij aan het nummer Go Kindergarten van The Lonely Island op het album The Wack Album, maar zelf bracht ze lange tijd geen muziek uit. In werd Robyn 2015 opgenomen in de Swedish Music Hall of Fame. In 2018 maakte ze een comeback met het album Honey en toerde ze vervolgens de wereld rond voor meerdere concerten. Op 26 juni 2019 was ze te zien in een uitverkochte AFAS Live in Amsterdam.

## Discografie

### Albums
| Album met eventuele hitnotering(en) in de Nederlandse Album Top 100 | Datum van verschijnen | Datum van binnenkomst | Hoogste positie | Aantal weken | Opmerkingen |
| ------------------------------------------------------------------- | --------------------- | --------------------- | --------------- | ------------ | ----------- |
| Robyn is here                                                       | 23-08-1998            | 28-02-1998            | 62              | 6            |             |
| My truth                                                            | 1999                  | -                     |                 |              |             |
| Don't stop the music                                                | 2002                  | -                     |                 |              |             |
| Robyn                                                               | 13-08-2007            | -                     |                 |              |             |
| Body talk (Part 1)                                                  | 11-06-2010            | -                     |                 |              |             |
| Body talk (Part 2)                                                  | 10-09-2010            | -                     |                 |              |             |
| Honey                                                               | 26-10-2018            | 03-11-2018            | 55              | 1            |             |

| Album met hitnotering(en) in de Vlaamse Ultratop 200 albums | Datum van verschijnen | Datum van binnenkomst | Hoogste positie | Aantal weken | Opmerkingen |
| ----------------------------------------------------------- | --------------------- | --------------------- | --------------- | ------------ | ----------- |
| Robyn                                                       | 2007                  | 15-03-2008            | 73              | 2            |             |
| Body talk (Part 1)                                          | 2010                  | 26-06-2010            | 37              | 3            |             |
| Body talk (Part 2)                                          | 2010                  | 25-09-2010            | 37              | 5            |             |
| Body talk                                                   | 14-01-2011            | 22-01-2011            | 30              | 13           |             |
| Honey                                                       | 2018                  | 03-11-2018            | 10              | 11           |             |

### Singles
| Single met eventuele hitnotering(en) in de Nederlandse Top 40 | Datum van verschijnen | Datum van binnenkomst | Hoogste positie | Aantal weken | Opmerkingen                                              |
| ------------------------------------------------------------- | --------------------- | --------------------- | --------------- | ------------ | -------------------------------------------------------- |
| Do you know (what it takes)                                   | 1997                  | 06-09-1997            | tip19           | -            | Nr. 82 in de Mega Top 100                                |
| Show me love                                                  | 1997                  | 21-02-1998            | 23              | 6            | Nr. 27 in de Mega Top 100                                |
| Keep this fire burning                                        | 2002                  | 09-11-2002            | 33              | 2            | Nr. 52 in de Mega Top 100                                |
| Don't stop the music                                          | 2003                  | -                     |                 |              | Nr. 85 in de Mega Top 100                                |
| With every heartbeat                                          | 2007                  | 15-09-2007            | 7               | 14           | met Kleerup / Nr. 7 in de Mega Top 50 / Megahit          |
| Handle me                                                     | 2008                  | 02-02-2008            | tip3            | -            | Nr. 67 in de B2B Single Top 100                          |
| Dream on                                                      | 19-01-2009            | 17-01-2009            | tip16           | -            | met Christian Falk                                       |
| Dancing on my own                                             | 24-05-2010            | 17-07-2010            | tip14           | -            |                                                          |
| Do it again                                                   | 2014                  | 24-05-2014            | tip3            | -            | met Röyksopp / Nr. 65 in de B2B Single Top 100 / Megahit |

| Single met hitnotering(en) in de Vlaamse Ultratop 50 | Datum van verschijnen | Datum van binnenkomst | Hoogste positie | Aantal weken | Opmerkingen                  |
| ---------------------------------------------------- | --------------------- | --------------------- | --------------- | ------------ | ---------------------------- |
| Show me love                                         | 1997                  | 14-02-1998            | tip12           | -            |                              |
| Keep this fire burning                               | 2002                  | 07-12-2002            | 24              | 12           |                              |
| Don't stop the music                                 | 2003                  | 22-03-2003            | tip12           | -            |                              |
| With every heartbeat                                 | 2007                  | 29-09-2007            | 8               | 21           | met Kleerup                  |
| Handle me                                            | 2008                  | 22-03-2008            | 36              | 4            |                              |
| Be mine!                                             | 29-08-2008            | 06-09-2008            | tip23           | -            |                              |
| Dream on                                             | 2009                  | 17-01-2009            | tip3            | -            | met Christian Falk           |
| Dancing on my own                                    | 2010                  | 26-06-2010            | 25              | 4            |                              |
| Hang with me                                         | 23-08-2010            | 18-09-2010            | tip3            | -            |                              |
| Indestructible                                       | 22-11-2010            | 22-01-2010            | 23              | 10           |                              |
| Call your girlfriend                                 | 04-04-2011            | 23-04-2011            | tip8            | -            |                              |
| Love kills                                           | 22-08-2011            | 03-09-2011            | tip8            | -            |                              |
| Do it again                                          | 2014                  | 10-05-2014            | tip2            | -            | met Röyksopp                 |
| Monument (The Inevitable End version)                | 2014                  | 20-09-2014            | tip34           | -            | met Röyksopp                 |
| Missing u                                            | 2018                  | 11-08-2018            | tip2            | -            |                              |
| Honey                                                | 2018                  | 15-12-2018            | tip8            | -            |                              |
| Super cool                                           | 2019                  | 16-02-2019            | tip46           | -            | met Beck & The Lonely Island |

## Trivia
- De succesvolle single ...Baby one more time van Britney Spears is, na geweigerd te zijn door TLC, aan Robyn aangeboden. Zij wees het nummer echter ook af, waarna Britney Spears er een wereldhit mee had.